# America's Least Wanted
America's Least Wanted é o álbum de estreia da banda Ugly Kid Joe, lançado em Junho de 1992.
| Críticas profissionais                                                      | Críticas profissionais |
| Avaliações da crítica                                                       | Avaliações da crítica  |
| Fonte                                                                       | Avaliação              |
| --------------------------------------------------------------------------- | ---------------------- |
| allmusic                                                                    | [ 2 ]                  |
| Esta tabela precisa de ser acompanhada por texto em prosa. Consulte o guia. |                        |

## Faixas
Todas as faixas creditadas para Whitfield Cran, Cordell Crockett, Mark Davis, Klaus Eichstadt e Dave Fortman. Os autores atuais estão listados abaixo.
1. "Neighbor" (Crane, Eichstadt) – 4:43
2. "Goddamn Devil" (Eichstadt) – 4:53
3. "Come Tomorrow" (Crane, Crockett, Eichstadt, Roger Lahr) – 4:54
4. "Panhandlin' Prince" (Crane, Eichstadt) – 5:41
5. "Busy Bee" (Fortman) – 4:08
6. "Don't Go" (Crane, Eric Phillips) – 4:30
7. "So Damn Cool" (Crane, Eichstadt) – 4:24
8. "Same Side" (Crane, Crockett, Eichstadt) – 4:48
9. "Cat's in the Cradle" (Harry Chapin, Sandra Chapin) – 4:01
10. "I'll Keep Tryin'" (Eichstadt, Alan Reed) – 4:58
11. "Everything About You" (Crane, Eichstadt) – 4:20
12. "Madman" (Eichstadt) – 3:37
13. "Mr. Recordman" (Eichstadt) – 4:11
14. "Everything About You" (Live Version) – Faixa bônus da edição japonesa

## Desempenho nas paradas musicais
| Parada musical (1992/1993)         | Melhor posição |
| ---------------------------------- | -------------- |
| Alemanha - Media Control Charts    | 10             |
| Austrália - ARIA Charts            | 8              |
| Áustria - Parada Musical           | 4              |
| Canadá - Canada RPM Top 100 Albums | 14             |
| Estados Unidos - Billboard 200     | 27             |
| Noruega - VG-lista                 | 8              |
| Nova Zelândia - RIANZ              | 13             |
| Países Baixos - MegaCharts         | 31             |
| Japão - Oricon                     | 37             |
| Reino Unido - UK Albums Chart      | 11             |
| Suécia - Sverigetopplistan         | 21             |
| Suíça - Schweizer Hitparade        | 16             |

## Créditos
- Whitfield Crane - Vocal
- Cordell Crockett - Baixo, vocal, vocal de apoio
- Mark Davis - Percussão, bateria
- Klaus Eichstadt - Guitarra, vocal, vocal de apoio
- Dave Fortman - Guitarra, vocal, vocal de apoio
- Carrie Hamilton - Piano em "Everything About You"